# Karekeshwara, Narasimharajapura
Karekeshwara là một làng thuộc tehsil Narasimharajapura, huyện Chikmagalur, bang Karnataka, Ấn Độ.